# Робърт Шърли
Сър Робърт Шърли (на английски: Robert Shirley) е английски пътешественик, по-малък брат на сър Антъни и сър Томас Шърли.

## Биография
Роден е през 1581 година в Англия. През 1598 заедно с брат си Антъни отива в Иран и помага в реорганизацията на иранската армия. Там става командир на артилерията. Жени се за черкезката Терезия (или Тереза) и остава в Иран до 1608, когато шах Абас I Велики го изпраща на дипломатическа мисия до английския крал Джеймс I и после като водач на иранска дипломатическа мисия до Европа между 1609 и 1615, имаща за цел създаване на връзки с Християнския свят и намиране на съюзници срещу Османската империя. Тогава той първоначално посещава Жечпосполита, с владетел Сигизмунд III. През юни той пристига в Германия, където получава титлата пфалцграф и рицарско звание от император Рудолф II. Посещава още Флоренция и Рим, където е приет от папа Павел V. След това преминава през Милано и Генуа и през 1611 пристига в Испания, където остава за постоянно, заедно с жена си. През 1613 се завръща в Иран, но отново се връща в Европа в 1615. Там среща английският пътешественик и писател Томас Кориат. За трети път отива в Иран през 1627, но на 13 юли 1628 г. умира в Казвин.
1. ↑  xx0219356 //   Посетен на 30 август 2020 г.